# Sesia (rivier)
De Sesia is een rivier in Noord-Italië. Ze ontspringt op de gletsjers van de 4634 meter hoge Monte Rosa op de grens met Zwitserland. De eerste 50 kilometer stroomt de river door het Val Sesia in de Piëmontese provincie Vercelli. Nadat de Sesia dit dal is uitgestroomd, wordt ze gevoed door een aantal zijrivieren waaronder de Elvo en Cervo. De rivier passeert het oosten van de stad Vercelli en stroomt nabij Casale Monferrato uit in de Po.
Op de Sesia wordt veel kano gevaren en geraft. Langs de loop van de river zijn enkele kanoscholen gevestigd. In 2002 werden op de rivier de wereldkampioenschappen kajakken gehouden.

## Plaatsen aan de Sesia
- Alagna Valsesia
- Varallo Valsesia
- Borgosesia
- Vercelli